# Crazy Man, Crazy
Crazy Man, Crazy est le titre d'une des premières chansons de rock 'n' roll écrite par Bill Haley et enregistrée avec son groupe The Comets pour la première fois en avril 1953. Il s'agit du premier enregistrement de rock 'n' roll , reconnu en tant que tel, à figurer dans les charts nationaux américains des magazines Billboard et Cash Box.
Si certains auteurs prétendent que ce single est « le premier disque de rock 'n' roll »,, la plupart des sources considèrent la chanson comme étant « le premier rock 'n' roll à obtenir un succès dans les charts pop ». On dit également que c'est le premier enregistrement de rock 'n' roll à être joué à la télévision nationale aux États-Unis (dans un épisode d'Omnibus en 1953).

## Histoire
La chanson est écrite par Bill Haley avec son bassiste Marshall Lytle (bien que celui-ci ne sot pas officiellement crédité jusqu'en 2002). Haley déclare qui l'idée de la chanson lui est venue en entendant les expressions populaires utilisés par des adolescents lors de danses scolaires où il se produisait avec son groupe. L'une de ces phrases est « Crazy Man Crazy », une autre est « Go, go, go, everybody! » (cette dernière figure également dans une chanson des Treniers intitulée Go Go Go, et dont l'historien de la musique Jim Dawson suggère qu'elle ait pu avoir une influence). L’anecdote dit qu'il aurait écrit celle-ci assis à la table de la cuisine pendant que sa femme préparait le déjeuner.

### Enregistrement et parution
La chanson est enregistrée aux Coastal Studios de New York en avril 1953 et est publiée peu de temps après par Essex Records. Le personnel de cet enregistrement comprend les principaux membres des Comets (Marshall Lytle à la basse, Billy Williamson à la steel guitar et Johnny Grande au piano), ainsi que les musiciens de studio Art Ryerson (guitare solo) et Billy Gussak (batterie). Participent également aux chœurs Dave Miller (producteur de Bill Haley et propriétaire d'Essex) et Jerry Blaine, cofondateur de Jubilee Records, qui se trouve en visite au studio (Miller et Blaine sont sollicités en raison de la nécessité de créer une ambiance de fête en fond sonore pendant le refrain et la conclusion de la chanson).
Le single, attribué à Bill Haley with Haley's Comets (une première variante du nom du groupe), sort sur Essex dans les deux formats 45 et 78 tours. Le disque 78 tours sort également au Royaume-Uni en août 1953, sur le label London. L'utilisation d'une virgule dans le titre varie d'une source à l'autre, mais est présente sur le single original.
La chanson qui figure en face B, What'cha Gonna Do, est un rock 'n' roll qui s'ouvre sur les paroles « One for the money, Two for the show, Three get ready, and... Here I Go », que l'on retrouve un an plus tard, presque à l'identique, dans l'introduction de Blue Suede Shoes de Carl Perkins.
Essex publie une annonce d'une page entière dans le magazine Billboard du 25 avril 1953, affirmant que le disque s'est vendu « à plus de 100 000 exemplaires en 15 jours ». Une photo de Bill Haley, Marshall Lytle, Billy Williamson et Johnny Grande accompagne cette publicité.

## Réception
Le 23 mai 1953, la chanson entre dans le classement « Most Played in Jukeboxes » de Billboard et culmine à la 12e place un mois plus tard. La même semaine, le disque fait son entrée dans le classement Cash Box à la 19e place, et reste 11e durant deux semaines courant juin, devenant ainsi la première chanson généralement reconnue comme rock 'n' roll à obtenir un succès dans le palmarès pop. C'est aussi le premier succès à l'échelon national pour Bill Haley et son premier grand succès avec une composition originale (avant cela, il avait obtenu des succès régionaux avec des reprises de Rocket 88 et Rock the Joint). L'enregistrement obtient également un succès dans les charts rhythm & blues, atteignant le no 10 sur le « Territorial Best Sellers Chart » de Billboard pour les disques R&B dans la ville de Chicago.
Le 4 octobre 1953, Crazy Man, Crazy devient la première chanson rock 'n' roll à être entendue à la télévision nationale aux États-Unis lorsqu'elle est utilisée sur la bande originale de « Glory in the Flower », un épisode de la série Omnibus de CBS. Cette production en direct d'après une pièce de William Inge, et dans laquelle joue James Dean, est un précurseur du film La Fureur de vivre. Une copie en est conservée dans les archives du Paley Center for Media.

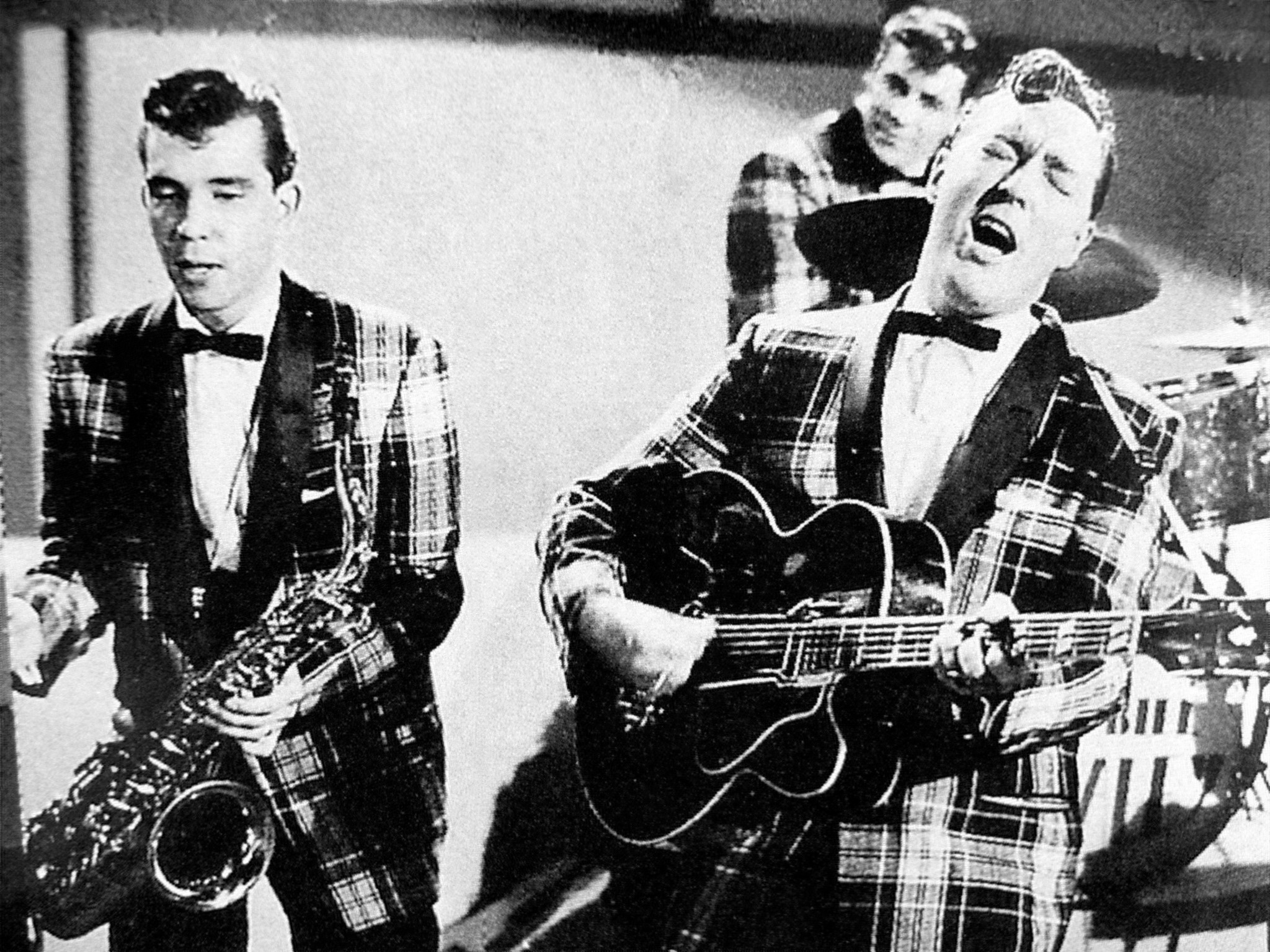
Bill Haley & the Comets dans le court métrage Round Up of Rhythm d'Universal International en 1954.

On peut voir Bill Haley and the Comets interpréter la chanson en 1954, avec Shake Rattle and Roll et Straight Jacket, dans le court métrage Round Up of Rhythm d'Universal International, réalisé par Will Cowan. Ce film est considéré comme le premier film de rock and roll, précédant Graine de Violence (1955) et Rock Around the Clock (1956). Le groupe interprète également la chanson dans le film mexicain Besito a Papa, réalisé par José Díaz Morales pour Cinematográfica Filmex et sorti le 14 septembre 1961. Ce film met en vedette l'actrice mexicaine Lola Beltran.
Bill Haley affirme plus tard (par exemple dans une entrevue avec CFQC Radio à Saskatoon, Canada) que Crazy Man, Crazy s'est vendu à un million d'exemplaires, bien qu'aucune preuve ne vienne étayer cette affirmation. Haley and the Comets enregistrent de nouvelles versions de la chanson (sans succès commercial notable) en 1960 (Warner Bros.) et 1972 (Sonet Records), plus une performance live en 1969 (Buddah / Kama Sutra). Un 45 tours produit par Richard Nader sort sur Radio Active Gold, distribué par Buddah Records.
Après la mort de Bill Haley, les membres survivants des Comets (y-compris Marshall Lytle) enregistrent de nouvelles versions de la chanson en 1997 (Rockstar Records), 2000 (Rollin Rock Records) et 2002 (Bradley House Records). Les Comets originaux, avec Dick Richards à la batterie et Joey Ambrose au chant principal, interprètent la chanson en direct le 5 juillet 2014 lors du concert Wildest Cats au Royaume-Uni, avec Jacko Buddin à la guitare solo.

### Classement dans les charts
| Palmarès (1953)                                        | Meilleure position |
| ------------------------------------------------------ | ------------------ |
| Billboard - Best Selling Singles                       | 15                 |
| Billboard - Most Played in Jukeboxes                   | 12                 |
| Billboard - Territorial Best Sellers (Pop) - St. Louis | 1                  |
| Billboard - Territorial Best Sellers (R&B) - Chicago   | 10                 |
| Cash Box                                               | 11                 |

## Autres versions
Crazy Man, Crazy fait l'objet de plusieurs reprises par différents artistes, dès 1953.
Ralph Marterie and his Orchestra rencontrent eux aussi un succès majeur avec leur version de mai 1953 chez Mercury, que Cash Box associe à l'enregistrement de Bill Haley le 4 juillet 1953, culminant à la 11e place. Marterie atteint la 13e position dans le classement « Most Played by Jockeys » de Billboard avec sa version en juin 1953. L'enregistrement de Ralph Marterie est 93e dans le « Billboard Top 100 » pour l'année 1953. Cette version, avec Larry Regan and the Smarty-Airs au chant, soutenue par Go Away en face B, sort également sur Oriole au Royaume-Uni et Deutsche Austroton en Allemagne.
La reprise par le guitariste R&B Lucky Enois with his Quintet publiée sur Modern Records est également signalée dans la section Rhythm & Blues Record Reviews de Billboard comme étant « pleine d'excitation contagieuse » et « un gros vendeur potentiel ».
Le saxophoniste R&B Big Jay McNeely publie un disque réponse à Bill Haley intitulé Nervous Man, Nervous sur Federal en août 1953 contenant le refrain de Crazy Man, Crazy et la rengaine « go, go, go, go, go, go ».
Au Royaume-Uni, une reprise est publiée par Lita Roza with Ted Heath and His Music sur Decca, en juillet 1953, soutenue par Oo! What You Do to Me, avant la sortie de l'original dans ce pays.
Billy Jack Wills (le frère de Bob Wills) and his Swing Western Band enregistre la chanson en 1953, une version qui est éditée en 1982 sur la compilation Crazy, Man, Crazy.
Le musicien suédois d'origine américaine Ernie Englund, avec ses Crazy Men, enregistre la chanson en 1953 et la sortent en single 78 tours en Suède sur Karusell, couplée avec Minka, considéré comme le premier disque de rock 'n' roll sorti en Suède. En Belgique, John Sweetfield and His Petrolians l'enregistre pour Omega.
Une publicité de 1953 pour une apparition de Bill Haley and The Comets à l'hôtel Hofbrau à Wildwood, New Jersey, note que le Bob Hamilton Trio danse sur Crazy Man Crazy dans le programme télévisé Your Show of Shows et que Danny Kaye, Ralph Marterie, The Ravens et The Mellowaires « sautent » sur la chanson.
Une version en allemand est enregistrée en 1954 par Renée Franke sous le titre Musikverrückt avec le Max Greger Band sur Polydor. Max Greger est un saxophoniste de jazz allemand et chef d'orchestre qui s'est produit avec Louis Armstrong. Erwin Lehn et Suedfunk-Tanzorchester publient une reprise de Musikverrückt en 1955 sur un EP Deutsche Columbia intitulé Nur Für Tänzer.
Le groupe danois The Hellions sort une version single en 1965 sur Odeon/EMI.
Les chanteurs finlandais 	Pepe Lauanne et Esa Pakarinen enregistrent tous deux la chanson en 1976 sous le titre de Hullu Mies Hullu, respectivement sur Satsanga Records et sur Polydor.
Le chanteur de rockabilly Robert Gordon enregistre une version dans les années 1970 qui figure sur les albums Bad Boy (1980) et Robert Gordon is Red Hot (1989).
Les anciens Comets de Bill Haley et le groupe original, Bill Haley's Original Comets, enregistrent également la chanson. Le bassiste Marshall Lytle interprète la chanson en concert avec le fils de Bill Haley, Bill Haley Jr. and the Comets, et avec Bill Turner and The Blue Smoke Band. Bill Haley Jr. enregistre et interprète la chanson en concert. Johnny Kay's Rockets, le groupe du guitariste des Comets entre 1960 et  1968, publie un enregistrement de la chanson en 2009 sur l'album Johnny Kay: Tale of a Comet.
Le chanteur de punk rock Tim Armstrong, sous le nom de Tim Timebomb, sort une version instrumentale sur le label Pirates Press en 2012. Il sort également une version chantée sur Hellcat.
Eddie Rivers du groupe Asleep at the Wheel enregistre une version en 2013 sur l'album Plain Talkin' Man.